# Ultra Naté
Ultra Naté (Havre de Grace, 20 de março de 1968) é uma cantora norte-americana de house music, dance-pop e R&B conhecida especialmente pelas músicas "Free" e "If You Could Read My Mind" (esta última como integrante do projeto Stars on 54).
Praticamente quase todos os seus singles alcançaram o Top 10 do chart Hot Dance Club Play, incluindo "Show Me", "Free", "Desire", "Get it Up", "Love's the Only Drug", e seus mais recentes hits "Automatic" e "Give It All You Got", com Chris Willis.

## Discografia

### Álbuns de Estúdio
| Ano  | Detalhes | Peak chart positions |
| Ano  | Detalhes | UK                   |
| ---- | --- | -------------------- |
| 1991 | Blue Notes in the Basement - Lançamento: junho de 1991 - Gravadora: Warner Bros. Records - Formatos: CD, cassette, LP | —                    |
| 1994 | One Woman's Insanity - Lançamento: outubro de 1994 - Gravadora: Warner Bros. - Formatos: CD, cassette, LP             | —                    |
| 1998 | Situation: Critical - Lançamento: 2 de maio de 1998 - Gravadora: Strictly Rhythm - Formatos: CD, cassette, LP         | 17                   |
| 2001 | Stranger Than Fiction - Lançamento: 24 de abril de 2001 - Gravadora: Strictly Rhythm - Formatos: CD, LP               | —                    |
| 2007 | Grime, Silk, & Thunder - Lançamento: 5 de junho de 2007 - Gravadora: Tommy Boy Records - Formatos: CD                 | —                    |
| 2017 | Black Stereo Faith - Lançamento: 7 julho 2017 - Formatos: CD, Download                                                | —                    |

### Singles
| Ano  | Título                                                                         | Peak chart positions | Peak chart positions | Peak chart positions | Peak chart positions | Certificações (Vendas) | Álbum                      |
| Ano  | Título                                                                         | US                   | US Dance             | UK                   | CAN                  | Certificações (Vendas) | Álbum                      |
| ---- | ------------------------------------------------------------------------------ | -------------------- | -------------------- | -------------------- | -------------------- | ---------------------- | -------------------------- |
| 1989 | "It's Over Now"                                                                | —                    | —                    | 62                   | —                    |                        | Blue Notes in the Basement |
| 1991 | "Is It Love?"                                                                  | —                    | 45                   | 71                   | —                    |                        | Blue Notes in the Basement |
| 1992 | "Rejoicing (I'll Never Forget)"                                                | —                    | 7                    | —                    | —                    |                        | Blue Notes in the Basement |
| 1993 | "Joy"                                                                          | —                    | 2                    | —                    | —                    |                        | One Woman's Insanity       |
| 1994 | "Show Me"                                                                      | —                    | 1                    | 62                   | —                    |                        | One Woman's Insanity       |
| 1994 | "How Long"                                                                     | —                    | 2                    | —                    | —                    |                        | One Woman's Insanity       |
| 1997 | "Free"                                                                         | 75                   | 1                    | 4                    | 10                   | - UK: Ouro             | Situation: Critical        |
| 1998 | "Free"                                                                         | —                    | —                    | 33                   | —                    |                        | Situation: Critical        |
| 1998 | "Found A Cure"                                                                 | —                    | 1                    | 6                    | —                    |                        | Situation: Critical        |
| 1998 | "New Kind of Medicine"                                                         | —                    | 28                   | 14                   | —                    |                        | Situation: Critical        |
| 1998 | "Pressure"                                                                     | —                    | 3                    | —                    | —                    |                        | Situation: Critical        |
| 1998 | "If You Could Read My Mind" (Stars on 54: Ultra Naté, Amber, Jocelyn Enriquez) | 52                   | 3                    | 23                   | 7                    |                        | 54 soundtrack              |
| 2000 | "Desire"                                                                       | —                    | 1                    | 40                   | —                    |                        | Stranger Than Fiction      |
| 2001 | "Get It Up (The Feeling)"                                                      | —                    | 1                    | 51                   | —                    |                        | Stranger Than Fiction      |
| 2002 | "I Don't Understand It"                                                        | —                    | 25                   | —                    | —                    |                        | Stranger Than Fiction      |
| 2002 | "Twisted"                                                                      | —                    | 3                    | —                    | —                    |                        | Stranger Than Fiction      |
| 2003 | "Brass in Pocket"                                                              | —                    | 8                    | —                    | —                    |                        |                            |
| 2005 | "Freak On" (com Stonebridge)                                                   | —                    | —                    | 37                   | —                    |                        | Grime, Silk, & Thunder     |
| 2006 | "Love's the Only Drug"                                                         | —                    | 2                    | —                    | —                    |                        | Grime, Silk, & Thunder     |
| 2007 | "Automatic"                                                                    | —                    | 1                    | —                    | —                    |                        | Grime, Silk, & Thunder     |
| 2007 | "Give It All You Got" (com Chris Willis)                                       | —                    | 1                    | —                    | —                    |                        | Grime, Silk, & Thunder     |
| 2009 | "Faster Faster Pussycat (Let’s Go!)"                                           | —                    | —                    | —                    | —                    |                        | Things Happen At Night     |
| 2009 | "Hey DJ"                                                                       | —                    | —                    | —                    | —                    |                        | Things Happen At Night     |
| 2011 | "Turn It Up"                                                                   | —                    | 4                    | —                    | —                    |                        | Hero Worship               |
| 2011 | "Waiting on You" (com Michelle Williams)                                       | —                    | 11                   | —                    | —                    |                        | Hero Worship               |